# Dmitri Alexandrowitsch Schtschepin-Rostowski

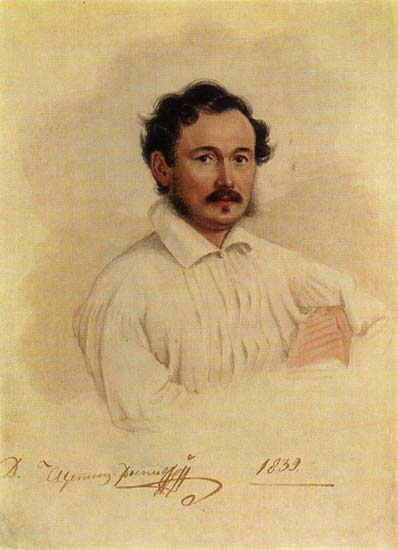
Dmitri Schtschepin-Rostowski, 1839 porträtiert von Nikolai Alexandrowitsch Bestuschew

Fürst Dmitri Alexandrowitsch Schtschepin-Rostowski (russisch Дмитрий Александрович Щепин-Ростовский / Dmitrij Aleksandrovič  Ščepin-Rostovskij; * 1798; † 22. Oktoberjul. / 3. November 1859greg. in Schuja) war ein russischer Stabskapitän und Dekabrist.
Dmitri, Sohn von Alexander Iwanowitsch Schtschepin-Rostowski und dessen Ehefrau Olga Mironowna, geborene Warenzowa-Tarchowskaja, trat am 5. März 1810 in die Sankt Petersburger Seekadettenschule der Russischen Marine ein, wurde dort am 9. September 1813 Gardemarin und am  18. Februar 1816 Mitschman. 1817/18 nahm er auf der Neptun an einer Ausbildungsfahrt von Kronstadt nach Cádiz teil. Am 22. April 1821 Leutnant geworden, verließ er am 29. November 1822 als Stabskapitän die Marine und trat am 1. Dezember 1823 als Porutschik in das Moskauer Leibgarderegiment ein. 1825 kommandierte er dort die 6. Füsilier-Kompanie.
Dmitri Schtschepin-Rostowskis Teilnahme an den Vorbesprechungen zum Aufstand der Dekabristen zusammen mit Kondrati Rylejew und Jewgeni Obolenski ist umstritten. Jedenfalls verneint Wladimir Steinheil in seinen Erinnerungen die Teilnahme. Schtschepin-Rostowski habe aber am 14. Dezember 1825 auf dem Senatsplatz zusammen mit Alexander und Michail Bestuschew gekämpft; eine aufständische Kompanie angeführt. Fünf Militärs, die sich den Angreifern entgegengestellt hätten, seien verwundet worden; darunter die beiden Generale Wassili Nikanorowitsch Schenschin und  Pjotr Andrejewitsch Frederiks.
Am Tage des Aufstands, also am 14. Dezember 1825, wurde Dmitri Schtschepin-Rostowski am Petersburger Senatsplatz im Hause des Kaufmanns  Michail Alexejewitsch Kussownikow verhaftet und am 17. Dezember im Alexei-Ravelin, einem Hochsicherheitstrakt der Peter-und-Paul-Festung, eingekerkert. Bis zum 30. April 1826 verbrachte der Gefangene dort in Handschellen. Zunächst zum Tode verurteilt, wurde dem aller Titel verlustigen „Staatsverbrecher“ am 10. Juli 1826 das Leben geschenkt. Die Begnadigung lautete: lebenslängliche Katorga. Am 8. August kam er auf die Festung Svartholm. Dort wurde das Urteil am 22. August auf zwanzig Jahre herabgesetzt. Am 25. August ging die Reise dann ostwärts ins Ostrog Tschita. Im September 1830 wurde Schtschepin-Rostowski in die Eisenhütte Peter-Werk verbracht. Den Mut ließ er nicht sinken; sang im Gefangenenchor mit.
1839 wurde er vorzeitig aus der Katorga entlassen und durfte im heutigen Tassejewo im Umkreis der Ewenken leben. Auf dem Dorfe machte er das Beste aus dem Exil. Schtschepin-Rostowski schrieb Gedichte, spielte Streichinstrumente und deutete russischen Siedlern schwer verständliche Bibelstellen.
Am 9. April 1842 erreichte seine Mutter die Übersiedelung des Sohnes nach Kurgan. Aus Irkutsk am 10. September abreisend, kam er am 28. September in Tobolsk und schließlich am 15. Oktober in Kurgan an. Er lebte dort vierzehn Jahre auf Kosten der lieben Mutter. Der Verbannte, in den Augen des Tobolsker Gouverneurs ein Müßiggänger und Unruhegeist, feierte in dem jahrelangen Kleinkrieg gegen Polizei und Beamtenschar manchen Sieg. Für die letzten beiden Jahre seines Sibirienaufenthaltes wurde ihm sogar gutes Benehmen attestiert.
Am 26. August 1856 durfte Schtschepin-Rostowski endlich Sibirien verlassen. Den Fürstentitel durfte er allerdings nicht mehr führen. Er ließ sich in auf einem der Stammgüter des Adelshauses Schtschepin-Rostowski in Iwankowo im Landkreis Rostow am Nerosee nieder.
Schtschepin-Rostowski starb im Schujaer Krankenhaus an einer Lähmung und wurde auf dem Friedhof an der Kirche des Heiligen Wassili Pariski in der Nähe von Schuja beerdigt. Es wurde gemunkelt, er soll auf einem Ball vergiftet worden sein. Die Ochrana sei dem nachgegangen, habe 1880 die Exhumierung veranlasst und die im Grab vorgefundenen Dokumente des Verstorbenen beschlagnahmt. 1919 hätten Räuber das Grab nach vermeintlichen Schätzen durchwühlt.

## Familie
Offiziell blieb Dmitri Schtschepin-Rostowski ledig. Nach einem Gerücht soll er allerdings mit seiner Frau Jekaterina Jurjewna Agarkowa zwei Töchter (Jelissaweta,  Jekaterina *1845) und einen Sohn (Dmitri *1850) gehabt haben.